# Eurysthea lacordairei
Eurysthea lacordairei är en skalbaggsart som först beskrevs av Lacordaire 1869.  Eurysthea lacordairei ingår i släktet Eurysthea och familjen långhorningar.
Artens utbredningsområde är Paraguay. Inga underarter finns listade i Catalogue of Life.